# Ministerio de Ciencia y Tecnología
El Ministerio de Ciencia y Tecnología es un organismo existente en algunos países, perteneciente al poder ejecutivo, que se encarga de ejecutar las políticas relacionadas con ciencia, tecnología e innovación productiva.
Algunos países tienen ministerios exclusivamente de Ciencia y Tecnología. Otros países incluyen dicha área en el Ministerio de Educación o el Ministerio de Industria. Finalmente algunos países no tienen un área administrativa de alto nivel dedicada a la Ciencia y la Tecnología. En algunos casos tiene el rango de secretaría de Estado. En cada país el nombre puede variar levemente, aunque en todos los casos incluye el término «ciencia». En ciencia política y ciencias de la administración se debate si es adecuado o no mantener unidas las áreas dedicadas a la educación, por un lado y la ciencia y la tecnología, por el otro.

## Situación en cada país

### Argentina
En Argentina, la primera repartición específica para esta área de la administración pública fue el Ministerio de Asuntos Técnicos durante la presidencia de Juan Domingo Perón entre 1949 y su transformación en Secretaría de Estado de Asuntos Técnicos en 1954. Al año siguiente fue disuelto por la dictadura que derrocó a Perón.
En los años siguientes, y hasta 2007, el área administrativa dedicada a la ciencia y la tecnología estuvo incluida dentro del Ministerio de Educación, con la jerarquía de una secretaría ministerial, del que a su vez dependía el Consejo Nacional de Investigaciones Científicas y Técnicas (CONICET).
Entre 1999 y 2001 funcionó una Secretaría de Estado, con rango de ministerio, llamada Secretaría para la Ciencia, la Tecnología y la Innovación Productiva.
A fines de 2007, la presidenta electa Cristina Fernández de Kirchner anunció la creación del Ministerio de Ciencia, Tecnología e Innovación Productiva.
El 3 de septiembre de 2018 el presidente Mauricio Macri decide una reestructuración de la mayoría de los Ministerios, reduciendo el rango del Ministerio de Ciencia y Tecnología, a Secretaría de Ciencia dependiendo del Ministerio de Educación de la Nación, quedando conformado ese Ministerio bajo el nombre Ministerio de Educación, Ciencia y Cultura.

### Brasil
Brasil tiene un Ministerio de Ciencia y Tecnología (Brasil) (MCT), creado el 15 de marzo de 1985, por el Decreto N.º 91.146, como órgano central del sistema federal de Ciencia y Tecnología.

### Chile

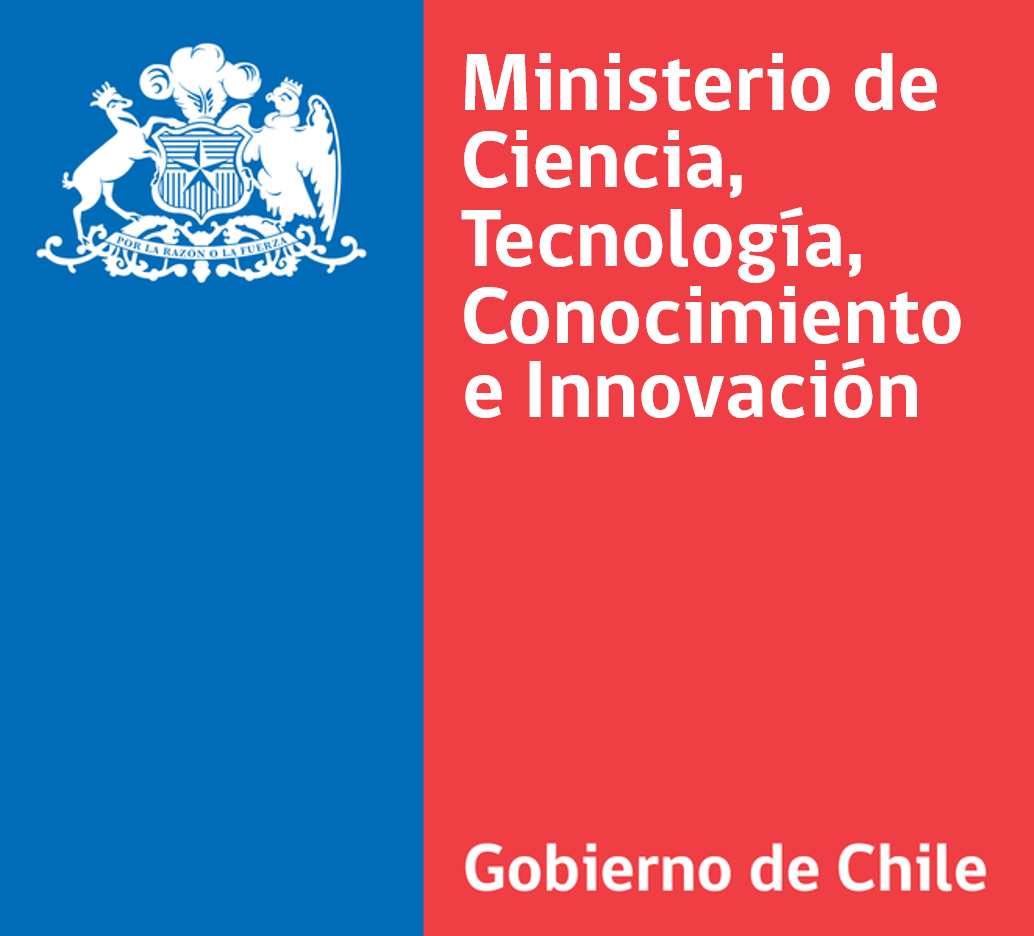
Logotipo del Ministerio de Ciencia, Tecnología, Conocimiento e Innovación de Chile.

A partir del 13 de agosto de 2018, Chile cuenta con el Ministerio de Ciencia, Tecnología, Conocimiento e Innovación de Chile el cual teniendo como primer ministro a Andrés Couve Correa, fijó los lineamientos base del organismo público como política de Estado.
El ministerio fue anunciado el discurso del 21 de mayo de 2015 de la presidenta Michelle Bachelet a modo de propuesta. Posteriormente en agosto de 2015, la Comisión Presidencial Ciencia para el Desarrollo de Chile presenta sus conclusiones para la creación de un Ministerio de Ciencia y Tecnología. Finalmente en el discurso del 21 de mayo de 2016 la presidenta anuncia la creación del Ministerio de Ciencia y Tecnología.
Anteriormente existía la Comisión Nacional de Investigación Científica y Tecnológica (CONICYT) la cual dependía del Ministerio de Educación (Mineduc).

### Colombia
El Departamento Administrativo de Ciencia, Tecnología e Innovación (Colciencias) fue la entidad encargada de promover las políticas públicas para fomentar la ciencia, la tecnología y la innovación en Colombia desde 1968 hasta el año 2019. 
Colciencias era el organismo de la administración pública colombiana de formular, orientar, dirigir, coordinar, ejecutar e implementar la política del Estado en los ámbitos mencionados. 
Debido a las presiones ejercida por la Sociedad Civil del país, personalidades científicas de Colombia y distintas Academias Científicas de la nación, se estableció que Colciencias dejará de funcionar oficialmente hasta el 5 de diciembre de 2019, cuando se creó el Ministerio de Ciencia, Tecnología e Innovación.

### Costa Rica
Costa Rica tiene un Ministerio de Ciencia, Tecnología y Telecomunicaciones (MICITT) creado mediante Ley 7169 del 3 de junio de 1990. Desde febrero de 2013 asumió la Rectoría del Sector Telecomunicaciones.

### España
España tuvo un Ministerio de Ciencia y Tecnología entre 2000 y 2004 y un Ministerio de Ciencia e Innovación entre 2008 y 2011. El ministerio desaparece con la llegada al gobierno de Mariano Rajoy, y sus competencias pasan al Ministerio de Economía. En 2018 se crea un Ministerio de Ciencia, Innovación y Universidades durante el mandato de Pedro Sánchez

### Uruguay
En 2005 se creó la Dirección de Innovación, Ciencia y Tecnología para el Desarrollo, dentro del Ministerio de Educación y Cultura.

### Venezuela
Venezuela tiene un Ministerio de Ciencia y Tecnología (MCT) desde 1999. En 2009 se fusionaron los Ministerios de Ciencia y Tecnología, Telecomunicaciones e Informática, y parte del Ministerio de Industrias y Comercio bajo el nuevo Ministerio del Poder Popular para Ciencia, Tecnología e Industrias Intermedias (MCTI), con la intención de "impulsar procesos de investigación, innovación, producción y transferencia de conocimiento, con pertinencia a los problemas y demandas fundamentales que afectan a la sociedad venezolana". En 2012 el Ministerio regresa al nombre de Ministerio del Poder Popular para Ciencia, Tecnología e Innovación. En 2014 pasa a llamarse Ministerio del Poder Popular para la Educación Universitaria, Ciencia y Tecnología.
Las distintas fusiones a través de estos años del siglo XX, denota la necesidad de reformular el organismo público encargado del desarrollo de la ciencia, tecnología e innovación (CyT). Con la llegada de Hugo Chávez al poder, se planteó la necesidad de lograr un desarrollo en este campo fundamental como resorte para la diversificación económica, tan ansiada en Venezuela Recientemente, a propósito de la crisis eléctrica del año 2019, se ha vuelto a darle exclusividad al Ministerio con competencia en CyT. Desde el año 2014, estaba unido a la política de educación universitaria, bajo la idea de asociarlo con el mundo académico en el modelo de desarrollo de las CyT, sin embargo, las argumentaciones del gobierno de Nicolás Maduro, sobre el posible sabotaje -ciberataques- como causa de los apagones suscitado en el mes de marzo de 2019, motivó de nuevo la exclusividad de este ministerio y designa a Freddy Brito Maestre como nuevo ministro de esa cartera.
La reformulación ministerial pretende darle un nuevo impulso a las CyT en Venezuela, según el gobierno por la peligrosidad con que puede ser utilizada la tecnología y la necesidad de crear defensas tecnológicas propias para defenderse. Aún se espera por la formalización de este ente, de acuerdo a su organización orgánica.
El 6 de junio de 2019, el presidente de la República Bolivariana de Venezuela Nicolás Maduro Moros, designa a Gabriela Jiménez Ramírez como Ministra del Poder Popular para Ciencia y Tecnología. Quien cuenta con un perfil científico de gran trayectoria comprobable, amplia experiencia en el campo de investigaciones científicas, la conformación y apoyo de las redes científicas y tecnológicas en esfuerzo articulado con las
organizaciones del Poder Popular, generando intercambios de saberes científicos, culturales y ancestrales que contribuyen con el desarrollo
productivo integral, gracias a la Alianza Científico-Campesina que impulsa desde los inicios de su gestión en la Corporación para el Desarrollo Científico y Tecnológico CODECYT S.A., con la que ha logrado consolidar lo que
hoy se conoce como la gran Red de Redes, en la que participan productores campesinos de distintos estados, en conjunto con un equipo de
profesionales que ponen a su disposición las herramientas científicas y tecnológicas, en pro de potenciar la producción nacional, siempre bajo
criterios agroecológicos Y en aras de consolidar la Soberanía Alimentaria del país. 
Actualmente, el Ministerio del Poder Popular para Ciencia y Tecnología MPPCT, se encuentra en proceso de transformación y consolidación con el propósito de incorporar en su nueva etapa, una política acorde a las necesidades del país y enmarcada en las 7 líneas que se desprenden del Consejo Científico Presidencial (Enfocadas en los sectores: Agua, Eléctrico, Agroalimentario, Salud, Telecomunicaciones, Transporte y Petróleo/Petroquímica). Según informó su titular, Gabriela Jiménez, en un programa de la TV pública, venezolana de televisión VTV, dicho proceso de transformación, implica una reorganización que se tradujo en la creación de tres viceministerios que orientan toda la política de generación del conocimiento, la ciencia, la tecnología y la innovación para permitir el desarrollo de una ciencia nacionalista y patriota que rescate las capacidades productivas del venezolano.

### Ministerios de Ciencia
- Ministerio de Ciencia, Tecnología e Innovación Productiva (Argentina)

- Ministério da Ciência & Tecnología (Brasil) Archivado el 25 de marzo de 2013 en Wayback Machine.

- Ministerio de Ciencia y Tecnología (Costa Rica)

- Ministerio del Poder Popular para la Ciencia, Tecnología e Industrias Intermedias (Venezuela)

### Artículos
- Un Ministerio de Ciencia, Tecnología e Innovación: Una iniciativa apoyada por el neurofisiólogo colombiano Rodolfo Llinás, Igooh, 2007

- Datos: Q6017200